# Connarus suberosus
Connarus suberosus är en tvåhjärtbladig växtart som beskrevs av Jules Émile Planchon. Connarus suberosus ingår i släktet Connarus och familjen Connaraceae. Utöver nominatformen finns också underarten C. s. fulvus.